# L'orizzonte (romanzo)
L'orizzonte è un romanzo dello scrittore francese Patrick Modiano, Premio Nobel per la letteratura 2014.

## Trama
Durante la carica della polizia per disperdere una manifestazione in boulevard des Capucines a Parigi, Jean Bosmans si rifugia nell'accesso della stazione del métro; qui, rischiando di essere schiacciato nella calca, fa la conoscenza di una donna nella medesima condizione. Passato il pericolo la accompagna a casa a Auteuil, i due si danno appuntamento per il giorno successivo all'uscita dal lavoro.
La donna, Margaret Le Coz, lavora alla Richelieu Interim, la cui sede è nei pressi di Palais-Royal; Bosmans la aspetta in strada e fa subito conoscenza con tre suoi colleghi che invitano entrambi a bere qualcosa insieme. Uno dei tre uomini, di nome Mérovée, piuttosto invadente, nei giorni successivi dimostra insistenza nel coinvolgere Bosmans.
Margaret Le Coz non frequenta nessuno al di fuori dei colleghi e di Bosmans, al quale confida di avere cambiato di recente alloggio per sfuggire alle pericolose attenzioni di un uomo che la perseguita, Boyaval, il quale a suo dire l'avrebbe rintracciata in un hotel nei dintorni dell'Étoile.
Anche Bosmans è perseguitato dalla figura della madre, con la quale non ha più rapporti, che lo tempesta con continue richieste di denaro. Come Margaret, anche lui ha cambiato indirizzo per evitare questioni, anche se a volte incrocia per strada la donna, che pretende immediatamente un'elargizione. La madre si accompagna a un prete spretato.
Bosmans ha trovato lavoro in una libreria, le Éditions du Sablier; Margaret lascia invece ben presto il lavoro a Richelieu Interim e trova impiego come baby sitter per i figli di una coppia dell'alta borghesia: lui, il professor Ferne, è docente di diritto costituzionale, lei è avvocato.
Margaret è arrivata a Parigi dopo una permanenza a Losanna, dove badava ai figli del signor Bagherian. Margaret, a vent'anni, è stata la sua amante. Prima della Svizzera, la ragazza viveva a Annecy, ed è qui che ha conosciuto Boyaval. Margaret frequentava talvolta il Caffè della stazione, lui era uno degli avventori, uno sciatore che non era riuscito a entrare a far parte della nazionale a causa di un incidente. Le aveva chiesto di uscire e si era dimostrato molto permaloso quando lei aveva rifiutato. Dopo si era trasformato in insistente, al punto di perseguitarla con appostamenti e pedinamenti.
Un giorno il signor Bagherian si libera facilmente di Boyaval, ma Margaret continua ad avere paura di lui, tanto è vero che l'insistenza dell'uomo la perseguiterà anche a Parigi.
Decine di anni più tardi, Bosmans è diventato scrittore e ha pubblicato una ventina di volumi. Margaret Le Coz è sparita improvvisamente dalla sua vita dopo un breve periodo. Lasciata a casa senza spiegazioni dai Ferne, aveva trovato lavoro presso un'altra famiglia proprio tramite Bosmans: il signor Poutrel, esperto di occultismo e cliente della libreria in cui lavora l'uomo, l'aveva assunta per qualche tempo. Poutrel e la moglie erano poi stati arrestati dalla polizia, che aveva ingiunto a Margater di presentarsi il giorno dopo per un interrogatorio.
Margaret aveva però preferito abbandonare in fretta la Francia, prendendo un treno per Berlino. Bosmans aveva perso ogni sua traccia. Quasi quarant'anni dopo, Bosmans rivede casualmente la moglie di Poutrel e gli torna in mente Margaret; con una semplice ricerca sulle pagine bianche rintraccia il cognome Le Coz a Berlino e d'impulso parte a sua volta in treno per la capitale tedesca.

## Personaggi principali
Jean Bosmans  
È il protagonista del romanzo. All'inizio del racconto Bosmans è uno scrittore dei giorni nostri, con l'abitudine di annotare su un taccuino i ricordi che gli si affacciano alla mente.  
Margaret Le Coz  
Conosciuta a Parigi e amata per pochi mesi da Jean Bosmans negli anni Sessanta, Margaret Le Coz è, all'epoca dei fatti narrati, una ragazza ventenne, nata a Berlino e impiegata presso la Richelieu Interim, dove svolge un lavoro da segretaria e traduce lettere in tedesco.
Boyaval  
Innamorato non corrisposto di Margaret, perseguita la ragazza in maniera molesta. Boyaval indossa spesso un cappotto nero attillato e ha la pelle del viso butterata. Prima di giocare una partita a poker al Cafè de la Gare di Annecy ha l'abitudine di piantarsi sempre più velocemente, per scommessa, il coltello a lama multipla, che spesso porta con sé, tra le dita allargate della mano sinistra appoggiata sul tavolo.

## La spazialità
Una grande rilevanza all'interno del racconto ha lo spazio in cui si muove il protagonista, in particolare il IX  e X arrondissement di Parigi. I ricordi si affacciano alla mente di Jean Bosmans durante il suo vagare per la città imbattendosi in edifici o persone. All'inizio del romanzo, Bosmans passeggia di sera lungo l'avenue de l'Opéra e si ricorda di un nome, quello di Merovée, uno dei colleghi di Margaret Le Coz, e ritorna con la mente ai capelli biondi dell'uomo, ai vestiti, al viso rugoso, al timbro della voce. Da subito e poi per tutto il racconto gli spazi (strade, negozi, palazzi) assumono la funzione di dispositivi in grado di suscitare ricordi nel protagonista.

## Il finale
L'orizzonte  si conclude con un finale aperto ambientato quarant'anni dopo i fatti raccontati nelle pagine precedenti. Dopo aver rintracciato l'indirizzo di Margaret Le Coz in un motore di ricerca e aver scoperto che la donna possiede una libreria a Berlino, la Ladijnikov Buchladen, Jean Bosmans parte d'impulso verso la capitale tedesca in treno per incontrarla. Bosmans chiede indicazioni ad un americano, seduto ad un tavolino all'aperto di una pizzeria, che si offre di accompagnarlo personalmente alla libreria ma Bosmans risponde di voler andarci da solo. L'americano gli rivela che abita da qualche anno a Berlino, che sta lavorando a un libro sulla città e, prima di allontanarsi, gli porge il suo biglietto da visita, sul quale Bosmans legge il nome Rod Miller  .

## Struttura del romanzo
Il romanzo è suddiviso in una serie di paragrafi non titolati né numerati.
All'inizio dell'opera è presente una dedica: Per Akako.

## Edizioni
- Patrick Modiano, L'orizzonte, Traduzione di E. Caillat, coll. L'Arcipelago, Einaudi, 2012,  pp. 153, ISBN 978-8806207670.